# Elephantinosoma
Elephantinosoma is een vliegengeslacht uit de familie van de oevervliegen (Ephydridae).

## Soorten
- E. chnumi Becker, 1903